# Fei Li
Fei Li (10 marzo 1992) è una schermitrice cinese, specializzata nella sciabola. Ha vinto una medaglia di bronzo ai Campionati mondiali di scherma.